# Sebastian Gawroński
Sebastian Gawroński herbu Świnka (zm. 1786) – podkomorzy latyczowski w latach 1782–1786, chorąży kamieniecki w latach 1776–1782, chorąży latyczowski w latach 1775–1776, podstarości latyczowski w latach 1768–1774, stolnik kamieniecki w latach 1766–1775, podczaszy latyczowski w latach 1765–1766, podstoli latyczowski w latach 1761–1765, sędzia grodzki latyczowski w 1764 roku, łowczy czerwonogrodzki w latach 1757–1761, łowczy bracławski w 1757 roku.

## Życiorys
Był posłem na sejm konwokacyjny 1764 roku z województwa podolskiego. Był członkiem konfederacji generalnej 1764 roku. W 1764 roku wyznaczony przez konfederację do lustracji dóbr królewskich i innych dóbr w powiecie latyczowskim województwa podolskiego. Poseł na sejm 1780 roku z województwa podolskiego.